# Geoffroy de Vivans
 (décembre 2014).
Geoffroy de Vivans (ou Vivant) est né le 18 novembre 1543, au château de Castelnaud, fils de Charles de Vivans, seigneur de Mel (seigneurie qui était sur les rives du Céou), gouverneur du château de Castelnaud pour Charles de Caumont, et de Louise de Cazenac. Il est décédé le 21 août 1592 au cours du siège du Château de Villandraut que dirigeait le maréchal de Matignon. Durant les guerres de religion, il s'illustre comme un habile et hardi capitaine ; il commande en particulier cinquante hommes d'armes des ordonnances du roi Henri IV, devient son conseiller en ses conseils d'État et Privé, et est nommé gouverneur du Périgord et du Limousin, de Domme et de Caumont-sur-Garonne.
Il avait pour parrain Geoffroy de Caumont, baron de Caumont et seigneur de Castelnaud, fils de Jeanne de Pérusse des Cars.

## Biographie

### Durant les trois premières guerres de religion (1562-1570)
Geoffroy de Vivans est le fils de Charles de Vivans, écuyer, et de Louise de Cazenac de la Beauze, mariés le 17 février 1538. Il est élevé dans la foi protestante. Dès l'âge de 24 ans, il rencontre sur son chemin Henri de Navarre, « roi sans couronne, sans femme et sans argent » qui cherche à gagner son trône en conquérant son royaume à la pointe de l'épée, et il va suivre sa fortune jusqu'à son dernier souffle.
En 1562, Geoffroy de Vivans est nommé gouverneur de Caslelnaud par Geoffroy de Caumont, devenu le chef de la famille de Caumont après l'assassinat de son frère aîné. Ses frères étaient mariés, François à Philippe de Beaupoil, dame de La Force, et le cadet Charles à une sœur du baron de Biron, le futur maréchal. Geoffroy de Caumont s'était marié en 1568 avec Marguerite de Lustrac, veuve du maréchal de Saint-André. Les Caumont étaient calvinistes, comme Geoffroy de Vivans.
L'histoire des faits d'armes de Geoffroy de Vivans commence le 2 octobre 1567 à la bataille de Saint-Denis où il « fict rage » : les huguenots attaquent la ville par surprise, ravagent toutes les églises et mettent à sac le trésor de la basilique, la sacristie et la bibliothèque. C'est ensuite au siège de la ville de Sens que Geoffroy de Vivans s'illustre, dirigeant un combat remarquable de courage, en l'absence de Clermont de Piles dont il commande le régiment : galvanisant ses hommes, il refoule les ennemis et les poursuit jusqu'en haut des remparts. Le 28 février 1568, le Prince de Condé met le siège devant Chartres : tout auréolé de sa récente victoire, le régiment de Clermont de Piles fait les premières approches et Geoffroy de Vivans y porte son drapeau blanc d'enseigne coronelle sous les murs de Chartres, affirmant « se vouloir ensevelir avec luy ».
En 1569, l'édit de Saint-Maur, pris le 23 septembre 1568, supprime la liberté de culte pour les Réformés ; Geoffroy de Vivans décrit ainsi dans ses mémoires la décision qu'il prend alors : "L'an 1569 que la rigueur des Edictz contre ceux de la Religion executoyent à mort ceux que l'on sobsconnoyt en estre, les visseneschaus et les prevostz couroyent toute la province de Périgord, rançonnant et mettant à mort tant hommes que femmes sans aucune opposition, le sieur Geoffroy de Vivant qui, quelque temps avant, avoyt commandé l'enseigne couronnelle de Monsieur de Pilles dans l'armée de Messieurs les Princes, ne pouvant supporter ses inhumanitez, assembla quelques-uns de ses amys et sçachant que les Prevosts de Périgord avoyt nombre d'archers qui commetoyent des cruauttés inouyes contre ceux de son party, es chargea et deffit au village de las Teuillères près de Sarlat, la plupart de ces archers tuez, mesmes son lieutenant nommé Laporte de Prach, cela arresta les courses de ces gens et donna quelques relasche à ceulx de la Religion". Une version de ce texte a été publiée par Adolphe Magen.

### De 1572 à 1577
En août 1572, François de Caumont et son fils aîné sont tués au cours du massacre de la Saint-Barthélemy. Son fils cadet, Jacques, en échappe comme son oncle Geoffroy, qui meurt empoisonné en 1574. Son épouse met au monde sa fille, Anne, marquise de Fronsac, le 19 juin 1574. C'est à ce moment qu'Annet de Commarque, du château de Pégaudou, sur le territoire de Belvès, tente de s'emparer des châtellenies de Geoffroy de Caumont. Sa femme, Marguerite de Lustrac, fait appel à Geoffroy de Vivans pour les reprendre, dont le château de Caumont à Caumont-sur-Garonne, ce qu'il fait. Jean de Pérusse des Cars, fils de François de Caumont, est désigné tuteur de sa cousine Anne de Caumont. Armand de Gontaut ayant été nommé gouverneur de La Rochelle par le roi Henri III après le massacre de la Saint-Barthélemy d'où il avait réussi à échapper en sauvant le fils cadet de La Force, Geoffroy de Vivans s'y rend et en profite pour occuper son château de Montaut.
Le 18 octobre 1572, Geoffroy de Vivans fait une première tentative de prise de la bastide de Domme, mais il échoue. Le 4 février 1573, deuxième tentative de prise de la ville de Domme, nouvel échec. Presque toutes les villes et villages du Périgord, de l'Agenais, du Quercy et du Limousin sont alors le théâtre des exploits guerriers de Geoffroy de Vivans. Après la paix du siège de La Rochelle signée le 6 juillet 1573, sur l'ordre de François de La Noue, Geoffroy de Vivans prend Sarlat, en profitant du Mardi Gras du carnaval, le 22 février 1574.

Les hommes de Belvès ayant décidé d'arrêter les courses de Geoffroy de Vivans dans le pays, il les attire et en tue un grand nombre, le 21 juin 1574, dans une embuscade près de Larzac. Le même jour, Geoffroy de Vivans entre sans combat dans Monpazier « par l'intelligence et du consentement d'une partie des habitants ».
Le 6 août 1575, la ville de Périgueux est prise par les protestants commandés par Guy de Montferrand, baron de Langoiran, grâce à un coup de main mené par Geoffroy de Vivans. Le 1er janvier 1577, le sieur de La Bourrelie prend par ruse la ville de Belvès, mais les catholiques s'étant retranchés dans l'église Notre-Dame de Montcuq, Geoffroy de Vivans vient mettre le siège de l'église. Les catholiques se rendent et sont massacrés par la troupe protestante.

### Le siège de Villefranche-du-Périgord (1577)
En 1577, les habitants de Villefranche-du-Périgord, ville close et très riche, se déclarent opposés au parti du roi de Navarre et chassent de leur ville les huguenots : leurs maisons sont pillées et abattues, les femmes et les enfants ne sont épargnés que contre de fortes rançons. Averti par Geoffroy, son fidèle serviteur, Henri de Navarre envoie Jean de Beaumanoir, sieur de Lavardin, mettre le siège devant Villefranche. Geoffroy de Vivans participe au siège de la ville dont la défense est dirigée par Jean de Cugnac, seigneur de Sermet, et il est chargé d'investir la place. Pour enlever la ville, les protestants font appel à François de la Noue qui arrive le 27 mai avec un canon et une couleuvrine et fait tirer sur la ville. Combattant avec bravoure sur le haut de la brèche ouverte par le canon, Geoffroy de Vivans y est gravement blessé à l’œil droit. Contraint par le sang qui lui obscurcit la vue, il doit se retirer, non sans avoir enlevé un drapeau ennemi conquis de ses mains. Sully assiste au siège. Le commandant de la place est tué au cours de l'assaut ainsi que la plupart des défenseurs. Quelques jours plus tard, François de La Noue, dit Bras de Fer, accourt avec des renforts et poste une batterie face à la tour d'Albié près de l'église. L'artillerie donne de la gueule pendant quelques heures. Se voyant perdus, les assiégés capitulent : la bastide se rend le 29 mai et est livrée au pillage par la soldatesque.

La paix de Bergerac, le 17 septembre 1577, ramène un peu de calme dans la région.

### Les dernières années
En 1578, Geoffroy de Vivans acquiert la terre de Doyssac de la veuve de Geoffroy de Caumont.
Vivans devient gouverneur de Périgueux, en 1578, après Guy de Montferrand, le vicomte de Turenne, de Choupes.
Le 8 février 1579, Henri de Navarre nomme officiellement Geoffroy de Vivans gouverneur du Périgord et de la vicomté du Limousin, en remplacement de M. de Hautefort, qu'il accuse d'avoir participé aux évènements qui ont précédé et suivi le massacre de la Saint-Barthélemy à Paris. Vivans remet Périgueux, en 1580, au capitaine Belsunce qui perd la ville à la suite d'une attaque menée en 1581 par Jean de Chilhaud.
Henri de Navarre demande à Geoffroy de Vivans de reprendre le château et la ville de Montignac tenus pour le roi par le seigneur de la Faye. Malgré une ruse qui lui permet d'en prendre une partie, l'attaque est repoussée.
En 1581, profitant de l'absence de Geoffroy de Vivans du château de Castelnaud, parti à la poursuite des catholiques dans le Haut-Quercy, Jean de Pérusse des Cars, en sa qualité de tuteur de la marquise de Fronsac, entre dans le château de Castelnaud. La maréchale de Saint-André et sa fille qui s'y trouvent sont emmenées à Lavauguyon. La maréchale est libérée mais Jean de Pérusse des Cars garde la marquise de Fronsac pour s'emparer de sa fortune. Peu de temps après, il prend les châteaux appartenant à la maréchale et à sa fille, sauf ceux tenus par Geoffroy de Vivans qui résiste, Castelnaud et les Milandes. Vivans en appelle à Henri de Navarre, gouverneur de Guyenne. Ce dernier commande à Jean de Lavauguyon de rendre les châteaux dont il s'est emparé, en lui laissant sa pupille et les terres de Castelnaud, Coutras et Fronsac.

En janvier 1586, Jean de Lavauguyon, pour éloigner les prétendants, Charles de Gontaut-Biron et Henri de Turenne, décide de marier la marquise de Fronsac à son fils aîné, Claude de Pérusse des Cars, qui prend le titre de prince de Carency. Le roi donne le titre de comte de Lavauguyon à Jean de Lavauguyon. Charles de Biron se venge en s'entendant avec le marquis de Montpezat et en provoquant en duel le prince de Carency qui est tué le 6 mars 1586. Le père s'en plaint au roi qui n'intervient pas. Il marie la jeune veuve avec son fils cadet, Henri de Pérusse des Cars, dernier prince de Carency, en août 1586, malgré l'opposition de la maréchale de Saint-André, sa mère.
Le 30 juin 1583, un arrêt du Grand Conseil du parlement de Toulouse condamne Geoffroy de Vivans à avoir la tête tranchée à la suite d'une plainte de M. de Lestang, seigneur de Bélestang, son président. Cette plainte est due au fait que la maison de M. de Lestang, alors président du présidial au Bas-Limousin, avait été brûlée au cours du siège de Brive par Geoffroy de Vivans.
Le 10 juin 1584, François d'Anjou, frère du roi Henri III et héritier de la couronne, meurt de tuberculose. L'héritier légitime selon la loi salique devient alors Henri de Navarre, calviniste. La possibilité de voir un roi de France, protestant et relaps, si Henri III n'a pas de fils, entraîne les catholiques les plus intransigeants qui forment la Ligue, en septembre 1584, à Nancy, sous la direction des Guises, avec l'appui financier du roi d'Espagne, Philippe II.

À côté de la ligue nobiliaire, va se former en 1584 une ligue roturière à Paris, la Sainte Union. Elle est essentiellement formée d'officiers de rang modeste, d'avocats, de procureurs et de marchands. Il y a aussi des membres du clergé, curés, moines, jésuites. Ils créent le Conseil des Seize, représentant les seize quartiers de Paris, qui est en liaison avec Henri Ier de Guise, chef de la Ligue.

Il se met alors en place une littérature justifiant la contestation des hiérarchies terrestres, la lutte contre la pollution des hérésies et le tyrannicide (Dieu seul est roi).

L'exécution de Marie Stuart, reine d'Écosse, sur ordre de la reine d'Angleterre, Élisabeth Ire, le 18 février 1587, leur semble justifier l'intransigeance catholique et la révolte des ligueurs.
Le 7 juillet 1585, Henri III capitule face à la Sainte Ligue. Il conclut le traité de Nemours avec elle :
la religion réformée est interdite ; les religionnaires doivent choisir entre l'abjuration et l'exil dans un délai de six mois ; Henri de Navarre est déchu de ses droits d'héritier au trône de France ; des villes sont données en garantie aux chefs de la Ligue ; le roi prend en charge les frais des troupes de la Ligue ; les places de sûreté des huguenots doivent être rendues par eux.
Le 10 juillet 1585, Henri de Navarre donne commission du gouvernement de la place de Caumont-sur-Garonne à Geoffroy de Vivans qui vient de reprendre le château de Caumont à M. de Lorme en plein jour et où il forme des troupes utiles aux combats suivants.

La prise de Caumont permet d'établir un contrôle de la circulation des denrées par la Garonne entre Toulouse et Bordeaux. Geoffroy de Vivans renforce les passages sur les deux rives du fleuve. Quand le maréchal de Matignon, après avoir essayé de faire abjurer la fidélité de Geoffroy de Vivans à Henri de Navarre, essaie de franchir le passage en bateau, il s'ensuit une violent arquebusade.
En décembre 1585, Henri III envoie le duc de Mayenne avec une armée pour mettre fin aux activités des protestants du Bas-Limousin, du Périgord et du Haut-Quercy. L'armée prend Montignac et met le siège de Mussidan que défend Geoffroy de Vivans. Mais des discussions vont se faire entre les deux chefs pour joindre leurs deux armées pour aller à Lavauguyon et se faire remettre la marquise de Fronsac. L'accord passé entre le duc de Mayenne et Geoffroy de Vivans, avec l'approbation d'Henri de Navarre et de la maréchale de Saint-André, prévoyait que la marquise de Fronsac devait épouser Henri de Mayenne, le fils du duc de Mayenne, futur duc d'Aiguillon. Finalement, le duc de Mayenne ne ramène à Paris que la marquise de Fronsac et non les chefs protestants, et sans combat entre les armées de Geoffroy de Vivans et du duc de Mayenne.
À la mi-mars 1586, Henri de Navarre quitte Nérac et passe par le château de Caumont gardé par Geoffroy de Vivans pour éviter d'être pris par les armées commandées par le maréchal de Matignon et le duc de Mayenne qui le cherchent.
La reine Élisabeth soutient les protestants en finançant la levée de 10 000 reîtres allemands et 20 000 Suisses.
La bataille de Coutras, le 20 octobre 1587, remportée par les huguenots commandés par Henri de Navarre avec Henri Ier de Bourbon-Condé et ses frères catholiques, Soissons et Conti, sur les troupes royales commandées par le duc de Joyeuse permet de stabiliser les forces en présence. Geoffroy de Vivans participe à la bataille à la tête d'un escadron de cavalerie. Il y est sérieusement blessé. Il se réfugie au château de Gavaudun le temps de se remettre.

Henri de Guise bat les reîtres et les Suisses à Vimory et à Auneau.
Malgré l'interdiction du roi, le duc de Guise entre dans Paris le 9 mai 1588. Les 12 et 13 mai a lieu l'insurrection parisienne appelée "Journée des Barricades". Henri III doit fuir la ville qui passe sous le contrôle de la Ligue.
Le 15 juillet 1588 est signé l'édit d'Union avec la Ligue. L'édit est enregistré par le Parlement de Paris le 21 juillet. L'édit reprend les dispositions du traité de Nemours de 1585 contre Henri de Navarre. Jean-Louis de Nogaret de La Valette, duc d'Épernon est disgracié. Henri de Guise est nommé lieutenant général des armées.
Les États généraux s'ouvrent à Blois le 16 octobre 1588. Dans le discours d'ouverture, Henri III a des paroles contre les Guises : « Aucuns grands de mon royaume ont fait telles ligues et associations, mais témoignant ma bonté accoutumée, je mets sous le pied, pour ce regard, tout le passé, mais comme je suis obligé ... de conserver la dignité royale, je déclare dès à présent et pour l'avenir atteints et convaincus du crime de lèse-majesté ceux de mes sujets qui ne s'en départiront ou y tremperont sans mon aveu ». Les Guises indignés feront supprimer ce passage du discours de l'impression du texte. Les représentants aux États généraux sont pour la plupart favorables aux idées de la Sainte-Union. La plus grave atteinte à la souveraineté du roi était l'accord des trois états que leurs décisions communes auraient force de loi. Le roi doit persuader les députés de chaque état pour qu'ils votent les impôts supplémentaires pour payer les troupes du duc de Nevers devant attaquer Henri de Navarre en Guyenne et celles du duc de Mayenne qui étaient à Lyon pour aller contre Lesdiguières dans le Dauphiné. Devant cette atteinte à son pouvoir le roi dit au légat du Pape Morosini : « J'aime mieux mourir que de laisser ainsi amoindrir et abaisser ma dignité ». Le 20 décembre, Henri III ayant eu vent de propos souhaitant que le duc de Guise devienne le nouveau roi, il décide de se débarrasser des Guises. Henri de Guise est assassiné le 23 décembre par les Quarante-cinq et son frère, le cardinal de Guise est tué le 24 décembre. Le même jour, Henri III écrit au légat : « Je suis maintenant roi .... » Le roi n'ayant rien obtenu des États généraux, ils sont clôturés le 15 et 16 janvier 1589.
Geoffroy de Vivans prend la bastide et le château de Domme, le 25 octobre 1588, en escaladant deux heures avant le lever du jour, la paroi nord de la falaise dont la verticalité avait été jugée inaccessible. Il ouvre alors une porte de la ville au gros de ses troupes. Il est chargé de la défense de la ville par Henri de Navarre. Il y installe le premier pasteur protestant, nommé Bopoil.

Il résiste à une contre-attaque du sieur de Solvignac mais les met en déroute. Ce qu'apprend le maréchal de Biron et son fils qui rassemblent la noblesse du Périgord pour reprendre la ville. Geoffroy de Vivans renforce les défenses en fortifiant les cavernes et les avenues menant au château et en démolissant une partie de l'église romane de Cénac et les moulins alentour. L'attaque ayant échoué, il fortifie le château et y entrepose des munitions.
Le 7 janvier 1589, la faculté de Théologie de Paris déclare à l'unanimité de ses docteurs que les sujets d'Henri III étaient déliés et libérés de leur serment de fidélité au roi. Il leur était licite de s'opposer par tous les moyens aux desseins du roi et de ses partisans.
Le 5 mars 1589, les habitants de la ville de La Roque-Gageac et le capitaine de Vivans, "seigneur de Doissac, Castelviel, la Beuze et autres lieux, conseiller au Conseil privé du roy de Navarre, son chambelant ordinaire, maistre de camp de sa cavalerie légère, commandant généralement pour ledict seigneur roy de Navarre, soubz l'authorité de Monsieur de Turaine ez villes de Doume, Caumont, Monhurt et autres places" pour garantir la paix et la libre pratique religieuse.
Henri III rencontre Henri de Navarre à Plessis-lès-Tours le 30 avril. Ils se réconcilient.
Le 26 mai, le pape Sixte Quint publie un monitoire à Rome menaçant Henri III d'excommunication s'il ne remettait en liberté le cardinal de Bourbon et l'archevêque de Lyon.
L'armée royale met le siège devant Paris le 30 juillet. Le roi s'établit à Saint-Cloud et Henri de Navarre à Meudon.
Le 2 août 1589, le roi Henri III meurt à Saint-Cloud après avoir été poignardé par le moine Jacques Clément. Henri III demande aux seigneurs présents de jurer fidélité au roi de Navarre.

Henri de Navarre devient roi de France.

Le roi doit conquérir son royaume. Trois groupes sont en présence :
- les huguenots et les catholiques déjà attachés à Henri de Navarre,
- les catholiques attachés à Henri III et qui reconnaissent en Henri IV le souverain légitime,
- les catholiques membres de la Sainte Ligue qui sont opposés à voir un protestant devenir roi de France et soutiennent comme roi son oncle, le cardinal de Bourbon, sous le nom de Charles X.

En 1590, Geoffroy de Vivans fait renforcer l'enceinte de l'ancienne ville et du château de Caumont, à Caumont-sur-Garonne. La ville a été détruite en 1623 à la suite d'un arrêt du parlement de Bordeaux.
Le 6 mai 1590, le roi Henri IV écrit à Geoffroy de Vivans de le rejoindre à Paris avec une compagnie en se joignant aux troupes venant de Guyenne commandées par le vicomte de Turenne.
Le 23 août 1590, la bastide de Domme est attaquée par des troupes commandées par les seigneurs de Monpezat (Henri Desprez, baron de Monpezat), de Montluc, de Pompadour (Louis, vicomte de Pompadour), de Castelnau-Clermont-Lodève et de Camburat(peut-être le capitaine de Massant, dit Camburat). Elle est partiellement prise, alors que Geoffroy de Vivans était à Paris. Ne pouvant obtenir l'autorisation du roi de le quitter, il envoie son fils pour défendre sa conquête. Il n'obtient son congé que le 20 septembre 1590.
Pour conserver la bastide de Domme, Geoffroy de Vivans a dû engager des frais importants dont il a demandé le remboursement au roi. La somme demandée était de 18 000 écus. Après vérification par le maréchal de Matignon, la somme est réduite à 6 000 écus. Geoffroy de Vivans écrit alors au roi pour protester et demander qu'il lui accorde 12 000 écus. Finalement le roi après pris avis du maréchal de Matignon accorde la somme de 4 000 écus dans un courrier du 2 avril 1592.
En juin 1591, Henri IV donne l'ordre au maréchal de Matignon de lever une armée de 4000 hommes et de reprendre les places tenues par la Ligue. Il va faire le siège du château de Domme pris par les ligueurs commandées par Marc de Cugnac l'année précédente. Après la prise du château de Domme, les troupes du maréchal de Matignon sont allés reprendre Villefranche-du-Périgord tenue par la Ligue.
Le 10 janvier 1592, la ville de Domme est remise à Monsieur de Thémines à la suite d'un accord passé avec Geoffroy de Vivans.
Le maréchal de Matignon dirigeait le siège du château de Villandraut depuis le début de 1592. Geoffroy de Vivans, "ennemi de toute oisiveté", alla le rejoindre. C'est au cours d'une inspection des travaux de défense faits par l'ennemi qu'il est blessé d'un coup de mousquet le 19 août 1592. Il meurt le 21 août. Henri IV écrit à Jean de Vivans pour rendre hommage à la mémoire de son père et lui transfère les charges que possédait son père. Geoffroy de Vivans n'avait jamais pu se faire rembourser par les Trésoriers de France des sommes qu'il avait engagées pour conserver Domme au roi malgré les ordres de paiement donnés par le roi.

## Famille
- Armand de Vivans, commandant au château de Castelnau pour le seigneur de Caumont, marié en 1480 avec Audette de Ratevoulp, rend hommage au seigneur de Caumont pour ses possessions à Castelnau et à Daglan ;
  - François de Vivans, marié vers 1500 avec Jeanne de Marquessac ;
  - Claude de Vivans marié en 1508 avec Blanche de Repaire ;
    - Charles de Vivans, écuyer, marié le 17 février 1538 avec Louise de Cazenac-la-Beauze
      - Geoffroy Ier de Vivans, seigneur de Doissac en 1578, s'est marié le 3 mai 1563 avec Jeanne de Cladech de Péchaud, dame de Castelvieil (†1622). De cette union sont nés[12] :
        - Jean Ier de Vivans (1564-1641), leur fils aîné, il commence à porter les armées en 1585 avec son père, marié le 16 novembre 1587 à Catherine de La Dugie (ou Dugnie, ou Duguie), (†1624), dame du Bosc, fille unique d'Antoine de La Dugie, seigneur de Noaillac. En 1588, il va rejoindre à Thouars La Trémoille, colonel de la cavalerie légère du roi de Navarre, qui l'a nommé cornette. Il se signale à la bataille de Coutras et reste dans l'armée du roi de Navarre. En 1592, il a succédé aux charges de son père. En 1599, Henri IV lui a accordé un pension de 5 000 livres. En 1601, il participe à l'assemblée de Sainte-Foy, en 1605, à celle de Châtellerault. En 1607, Henri IV l'a nommé gouverneur de Tournon dont il a démissionné en 1612 au profit de son fils Geoffroy. En 1620, il est nommé conseiller du roi en ses conseils et capitaine de 50 hommes d'armes[13] ;
          - Pierre de Vivans (†avant 1656), seigneur de Noaillac (ou Nouailhac), marié avec Marie Daussy
            - Anne de Vivans de Noaillac, mariée en 1656 avec Jean de Vivans (†1691), sieur de Launay, fils de Jacques de Vivans, sans descendance ;

          - Geoffroy II de Vivans, né le 16 octobre 1593, gouverneur de Tournon depuis 1612, marié le 10 juillet 1617 avec Jeanne de Pardaillan de Panjas, il assiste à l'assemblée de La Rochelle en 1621[14] ;
            - Jean de Vivans, seigneur de Doyssac et comte de Panjas, nommé le 8 février 1631 premier chambellan de Gaston de France, capitaine de cavalerie sous les ordres de Jean de Gassion, tué à la bataille de Rocroi, en 1643[14] ;
            - Geoffroy III de Vivans (†1671), seigneur de Doyssac et comte de Panjas après son frère, marié en 1644 à Jacqueline de Caumont de La Force (1611-1702), fille d'Henri-Nompar de Caumont, duc de La Force
              - Joseph-Geoffroy de Vivans, marié le 11 juin 1677 avec Marguerite de Garrisson. Il fait réaliser l'inventaire du château de Doyssac en 1702. À la suite de la décision de Louis XIV de le faire arrêter car il le soupçonne d'être resté protestant, il décide d'émigrer pour l'Angleterre mais Marguerite de Garrisson reste en France pour administrer les biens que lui donnait son contrat de mariage. Leur séparation définitive a été accomplie en 1714[15]. Après le départ pour l'Angleterre de Joseph-Geoffroy de Vivans, Marguerite de Garrisson a demandé un inventaire des biens de son mari au présidial de Sarlat. Un nouvel inventaire du château de Doyssac est fait du 5 au 12 septembre 1715. L'émigration de Joseph-Geoffroy de Vivans a ouvert le jeu des substitutions prévues dans le testament de Jean Ier de Vivans. Le présidial de Sarlat a décidé en 1720 que Damaris de Vivans devait être substituée à la succession de Jean Ier de Vivans.

            - Damaris de Vivans (1627-1696) mariée en 1657 à Jean du Lion, baron de Belcastel et seigneur de Siorac.
              - Judith-Louise du Lion, demoiselle de Belcastel, mariée le 9 juin 1697 à Antoine de Laverrie, seigneur de Sainte-Radegonde
                - Barthélemy de Laverrie
                  - Paul de Laverrie, comte de Vivans (†1754)
                    - François-Antoine de Laverrie de Vivans (†1798), seigneur de Siorac et de Doyssac
                      - Joseph de Laverrie de Vivans (1773- ). il émigre en 1793 et revient en France en 1803[16]. Il est amnistié en 1804 et s'installe au château de Siorac
                      - Guillaume Barthélemy Paul Antoine de Laverrie de Vivans
                      - Anne-Charlotte de Laverrie de Vivans
                      - Marguerite-Charlotte Agathe de Laverrie de Vivans
                      - Françoise Rosalie de Laverrie de Vivans
                      - Judith-Damaris de Laverrie de Vivans (1778-1854), mariée en 1801 avec Achille de Boysson, hérite du château de Doyssac où elle s'installe.
                      - Charlotte-Philippe de Laverrie de Vivans
                      - Jeanne Charlotte Fanny de Laverrie de Vivans

            - Isabeau de Vivans (†1655), mariée en 1655 avec Charles d'Estutt de Solminihac, seigneur de La Boissière

          - Jean II de Vivans, né le 7 juillet 1595, mort jeune
          - Jacques de Vivans (1596-avant 1643), seigneur de Launay, poète, il est pourvu en janvier 1620 d'un état de conseiller du roi en le chambre de l'Édit de Nérac[17] marié avec Marie Charlotte Denis ;
            - Jean de Vivans (†1691), sieur de Launay, marié en 1656 avec Anne de Vivans Noaillac, sans descendance ;
            - Henri de Vivans de Noaillac[18] (1622-1691), brigadier de cavalerie, marquis de Vivans, sieur de Saint-Christau, sieur de Launay, seigneur de Noaillac, marié en 1655 avec Suzanne de Capvert, dame de Noaillac (†1704), colonel et mestre de camp du régiment de Vivans cavalerie qu'il a acquis en 1672, brigadier en 1689,
              - Jean de Vivans de Noaillac[19] (†1719), lieutenant général des armées du roi, marquis de Noaillac, sieur de Launay, marié avec Louise de Meuves (1701-1752), son père lui cède la régiment de Vivans cavalerie en 1689 qui est acquis en 1703 par Pons Auguste Sublet, marquis d'Heudicourt 
                - Suzanne-Marie de Vivans (†1722), marquise de Noaillac, dame de Saint Cristau de Puch, Montluc, mariée en 1726 avec Pierre-Antoine II de Jaucourt (1687-1780), marquis de Jaucourt, baron d'Espeuilles et Huban
                  - Louis-Pierre de Jaucourt (1726- ) marié avec Élisabeth-Sophie Gilly (†1774)
                    - François de Jaucourt (1757-1852)

                  - Étienne Vivans de Jaucourt, dit le vicomte de Jaucourt, marquis de Chantôme, né à Paris le 7 octobre 1727, mort à Angeville le 12 janvier 1780, colonel du régiment Royal-La Marine de 1770 à 1778, marié en 1773 avec  Thais Simone Pauline de La Cour de Balleroy (1755-1806), fille de Charles Auguste de La Cour, marquis de Balleroy, lieutenant général, commandeur de Saint-Louis, et d'Adélaïde Élisabeth Sophie Lépineau, veuve de Gabriel Jean de Pleurre, intendant de La Rochelle[20] ;
                    - Anne Antoinette Eléonore de Jaucourt (1775-1853) mariée en 1801 avec Guy Émeric Anne de Durfort-Civrac de Lorge (1767-1837), duc de Civrac et de Lorge, Pair de France (1827) ;

            - Geoffroy de Vivans, seigneur de Saint-Christau, marié avec Henriette Ducasse (†1708)
            - Jeanne de Vivans, mariée en 1643 avec Léonce de Ségur (†1682)

          - Charles de Vivans, seigneur de Castelvieil, né le 9 mars 1600, pourvu en 1626 de la charge de cornette de cavalerie[14] ;
          - Clary de Vivans ;
          - Joseph de Vivans, sieur de Castelvieil, marié à Louise d'Aussy ;
          - Jacquelin de Vivans, sieur de Villefranche, né le 6 avril 1613, capitaine au régiment de Picardie, marié en premières noces, en 1641, avec Catherine de Beynac, et en secondes noces, en 1658, avec Marguerite de Lescours, il vivait encore en 1666[14] ;
            - Pierre de Vivans, baron de Neufville, porté sur une liste de réfugiés du Languedoc, capitaine dans le régiment Frédéric-Armand de Schomberg, qui combat en Angleterre pour Guillaume d'Orange[21] ;

          - Job de Vivans, mort au berceau en 1616 ;

        - Henri de Vivans, sieur de Bannay, mort à 22 ans au cours d'une escalade, tué par Jean de Roquefeuil ;
        - Bernard de Vivans, seigneur de Grives, mort à Ostende à 18 ans ;
        - Jeanne de Vivans, mariée en 1584 à Jean IV de Touchebœuf, seigneur du Piquet ;
        - Madelaine de Vivans (†1642), mariée à Renaud I de Lidon (vers 1565-1629), seigneur de Saint-Léger ;
        - Suzanne de Vivans (†1628), mariée en 1587 à François de Fumel (†1628), baron de Montségur, chevalier de l'ordre du roi ;
        - Simone de Vivans, mariée avant 1590 avec Jean de Blancher, seigneur de Fayrac ;
        - Anne de Vivans, mariée en 1593 avec Jean de Gervain (†1612), seigneur de Roquepiquet[22] ;
          - Gabriel de Gervain (vers 1594-1660)

        - Esther de Vivans, mariée en 1608 avec Abel de Ferrières (†1641), seigneur de Bagat[23].